# Fredrik Julius Widerberg
Fredrik Julius Widerberg var en svensk skådespelare och teaterdirektör verksam under 1800-talets första del. Han var ledare för sitt eget teatersällskap.
Widerberg var son till Andreas Widerberg och Anna Catharina Widerberg och bror till bland andra Henriette Widerberg. Han var först gift med sin kollega Hedvig Charlotta Cederberg, från vilken han skildes 1817,och därpå med sin kollega Augusta Emelie Lind. Han blev far till skådespelaren Emma Widerberg.  
Fredrik Julius Widerberg var aktiv i flera kringresande teatersällskap i Sverige och Finland: först som aktör, därefter som ledare för sitt eget sällskap. Han nämns som medlem i Johan Anton Lindqvists sällskap under dess uppträdande i Göteborg 1816–1818. Han ska sedan ha uppträtt i Finland i Carl Gustaf Bonneviers sällskap, och sedan hos Josef August Lambert 1823. Han bildade därefter sitt eget teatersällskap, och uppträdde med detta på bland annat teatern i Göteborg 1825–1826. I hans teatersällskap ingick bland andra brodern Henrik Wilhelm Widerberg, svägerskan Louise C. Widerberg och dottern Emma Widerberg; Jean Baptist Laurent, som senare blev skådespelare vid Dramaten, den senare teaterdirektören Anders Peter Berggren, och den i Göteborg populära landsortsskådespelaren Maria Elisabet Edvall. Widerberg betraktades som en framstående aktör under 1820-talet och hans sällskap ansågs hålla hög kvalitet. Själv ska han ha varit särskilt uppskattad i karaktärs- och père-noble roller. Han turnerade även i Finland med sitt sällskap. 
Widerberg ska ha lidit av alkoholism, något som enligt uppgift gjorde att han förlorade minnet och därför inte längre kunde sköta sitt yrke. Under 1840-talet levde han med sin syster Henriette Widerberg i Stockholm, där de enligt Orvar Odd tidvis räddades undan misär enbart genom bidrag från Emilie Högqvist.